# Lijst van afleveringen van Star Trek (de oorspronkelijke serie)
Dit is een lijst met afleveringen van de Amerikaanse televisieserie Star Trek (de oorspronkelijke serie). De serie telt 3 seizoenen. Een overzicht van alle afleveringen is hieronder te vinden.

## Seizoen 1
| Nr. | Titel aflevering                | Uitzenddatum VS   | Sterrendatum |
| --- | ------------------------------- | ----------------- | ------------ |
| 0   | The Cage                        | 4 oktober 1988    | onbekend     |
| 1   | The Man Trap                    | 8 september 1966  | 1513.1       |
| 2   | Charlie X                       | 15 september 1966 | 1533.6       |
| 3   | Where No Man Has Gone Before    | 22 september 1966 | 1312.4       |
| 4   | The Naked Time                  | 29 september 1966 | 1704.2       |
| 5   | The Enemy Within                | 6 oktober 1966    | 1672.1       |
| 6   | Mudd's Women                    | 13 oktober 1966   | 1329.1       |
| 7   | What Are Little Girls Made Of?  | 20 oktober 1966   | 2712.4       |
| 8   | Miri                            | 27 oktober 1966   | 2713.5       |
| 9   | Dagger of the Mind              | 3 november 1966   | 2715.1       |
| 10  | The Corbomite Maneuver          | 10 november 1966  | 1512.2       |
| 11  | The Menagerie: Part 1           | 17 november 1966  | 3012.4       |
| 12  | The Menagerie: Part 2           | 24 november 1966  | 3013.1       |
| 13  | The Conscience of the King      | 8 december 1966   | 2817.6       |
| 14  | Balance of Terror               | 15 december 1966  | 1709.1       |
| 15  | Shore Leave                     | 29 december 1966  | 3025.3       |
| 16  | The Galileo Seven               | 5 januari 1967    | 2821.5       |
| 17  | The Squire of Gothos            | 12 januari 1967   | 2124.5       |
| 18  | Arena                           | 19 januari 1967   | 3045.6       |
| 19  | Tomorrow Is Yesterday           | 26 januari 1967   | 3113.2       |
| 20  | Court Martial                   | 2 februari 1967   | 2947.3       |
| 21  | The Return of the Archons       | 9 februari 1967   | 3156.2       |
| 22  | Space Seed                      | 16 februari 1967  | 3141.9       |
| 23  | A Taste of Armageddon           | 23 februari 1967  | 3192.1       |
| 24  | This Side of Paradise           | 2 maart 1967      | 3417.3       |
| 25  | The Devil in the Dark           | 9 maart 1967      | 3196.1       |
| 26  | Errand of Mercy                 | 23 maart 1967     | 3198.4       |
| 27  | The Alternative Factor          | 30 maart 1967     | 3087.6       |
| 28  | The City on the Edge of Forever | 6 april 1967      | 3134.0       |
| 29  | Operation - Annihilate!         | 13 april 1967     | 3287.2       |

## Seizoen 2
| Nr. | Titel aflevering            | Uitzenddatum VS   | Sterrendatum |
| --- | --------------------------- | ----------------- | ------------ |
| 1   | Amok Time                   | 15 september 1967 | 3372.7       |
| 2   | Who Mourns for Adonais?     | 22 september 1967 | 3468.1       |
| 3   | The Changeling              | 29 september 1967 | 3451.9       |
| 4   | Mirror, Mirror              | 6 oktober 1967    | onbekend     |
| 5   | The Apple                   | 13 oktober 1967   | 3715.0       |
| 6   | The Doomsday Machine        | 20 oktober 1967   | 4202.9       |
| 7   | Catspaw                     | 27 oktober 1967   | 3018.2       |
| 8   | I, Mudd                     | 3 november 1967   | 4513.3       |
| 9   | Metamorphosis               | 10 november 1967  | 3219.4       |
| 10  | Journey to Babel            | 17 november 1967  | 3842.3       |
| 11  | Friday's Child              | 1 december 1967   | 3497.2       |
| 12  | The Deadly Years            | 8 december 1967   | 3478.2       |
| 13  | Obsession                   | 15 december 1967  | 3619.2       |
| 14  | Wolf in the Fold            | 22 december 1967  | 3614.9       |
| 15  | The Trouble with Tribbles   | 29 december 1967  | 4523.3       |
| 16  | The Gamesters of Triskelion | 5 januari 1968    | 3211.7       |
| 17  | A Piece of the Action       | 12 januari 1968   | 4598.0       |
| 18  | The Immunity Syndrome       | 19 januari 1968   | 4307.1       |
| 19  | A Private Little War        | 2 februari 1968   | 4211.4       |
| 20  | Return to Tomorrow          | 9 februari 1968   | 4768.3       |
| 21  | Patterns of Force           | 16 februari 1968  | onbekend     |
| 22  | By Any Other Name           | 23 februari 1968  | 4657.5       |
| 23  | The Omega Glory             | 1 maart 1968      | onbekend     |
| 24  | The Ultimate Computer       | 8 maart 1968      | 4729.4       |
| 25  | Bread and Circuses          | 15 maart 1968     | 4040.7       |
| 26  | Assignment: Earth           | 29 maart 1968     | onbekend     |

## Seizoen 3
| Nr. | Titel aflevering                                   | Uitzenddatum VS   | Sterrendatum |
| --- | -------------------------------------------------- | ----------------- | ------------ |
| 1   | Spock's Brain                                      | 20 september 1968 | 5431.4       |
| 2   | The Enterprise Incident                            | 27 september 1968 | 5031.3       |
| 3   | The Paradise Syndrome                              | 4 oktober 1968    | 4842.6       |
| 4   | And the Children Shall Lead                        | 11 oktober 1968   | 5027.3       |
| 5   | Is There in Truth No Beauty?                       | 18 oktober 1968   | 5630.7       |
| 6   | Spectre of the Gun                                 | 25 oktober 1968   | 4385.3       |
| 7   | Day of the Dove                                    | 1 november 1968   | onbekend     |
| 8   | For the World Is Hollow and I Have Touched the Sky | 8 november 1968   | 5476.3       |
| 9   | The Tholian Web                                    | 15 november 1968  | 5693.4       |
| 10  | Plato's Stepchildren                               | 22 november 1968  | 5784.0       |
| 11  | Wink of an Eye                                     | 29 november 1968  | 5710.5       |
| 12  | The Empath                                         | 6 december 1968   | 5121.0       |
| 13  | Elaan of Troyius                                   | 20 december 1968  | 4372.5       |
| 14  | Whom Gods Destroy                                  | 3 januari 1969    | 5718.3       |
| 15  | Let That Be Your Last Battlefield                  | 10 januari 1969   | 5730.2       |
| 16  | The Mark of Gideon                                 | 17 januari 1969   | 5423.4       |
| 17  | That Which Survives                                | 24 januari 1969   | onbekend     |
| 18  | The Lights of Zetar                                | 31 januari 1969   | 5725.3       |
| 19  | Requiem for Methuselah                             | 14 februari 1969  | 5843.7       |
| 20  | The Way to Eden                                    | 21 februari 1969  | 5832.3       |
| 21  | The Cloud Minders                                  | 28 februari 1969  | 5818.4       |
| 22  | The Savage Curtain                                 | 7 maart 1969      | 5906.4       |
| 23  | All Our Yesterdays                                 | 14 maart 1969     | 5943.7       |
| 24  | Turnabout Intruder                                 | 3 juni 1969       | 5928.5       |